# Robert Wagner (dartspelare)
Robert Wagner, född 14 juni 1965, är en norsk dartspelare. Han kallas "The Magician" (magikern). Han har spelat VM i dart fem gånger (2003, 2004, 2005, 2009, 2010) och har som längst gått till kvartsfinal (2010).